# Nový Bor
Nový Bor (niem. Haida) − miasto w północnych Czechach, w kraju libereckim. Według danych z 31 grudnia 2003 powierzchnia miasta wynosiła 1 945 ha, a liczba jego mieszkańców 12 171 osób.
Siedziba firmy Crystalex − największego czeskiego i jednego z największych na świecie producenta szkła do napojów. Szklane wyroby nowoborskiej huty szkła można kupić w 60 krajach. W mieście znajduje się kilka szkół szklarskich oraz Muzeum Szkła. 
W mieście jest stacja kolejowa Nový Bor.

## Demografia
| Rok             | 1970  | 1980   | 1991   | 2001   | 2003   |
| --------------- | ----- | ------ | ------ | ------ | ------ |
| Liczba ludności | 8 669 | 10 828 | 12 166 | 12 342 | 12 171 |

Źródło: Czeski Urząd Statystyczny

## Miasta partnerskie
- Aniche
- Brzecław
- Frauenau
- Leerdam
- Miednogorsk
- Nybro
- Oybin